# Llac Viedma
El Llac Viedma, d'aproximadament 80 km de longitud i ubicat a l'extrem sud-est de l'Argentina, és el més llarg dels llacs formats per abrasió glacial.
El llac és alimentat sobretot per la Glacera Viedma, ubicada a la punta oest. Aquesta gelera fa 5 km d'ample, descendeix des del camp de gel patagó sud i desemboca al llac Viedma.